# Sant Andreu Salou
Sant Andreu Salou ist eine katalanische Gemeinde in der Provinz Girona im Nordosten Spaniens. Sie liegt in der Comarca Gironès.

## Sehenswürdigkeiten
- Pfarrkirche Sant Andreu Salou